# دق في الكوخ
دق في الكوخ (بالإنجليزية: Knock at the Cabin)‏ هو فيلم رعب أمريكي من إخراج وإنتاج إم. نايت شيامالان وبطولة ديف باتيستا، روبرت غرينت، نيكي أموكا بيرد، بين ألدريدغ وجوناثان غروف. من المقرر صدور الفيلم في 3 فبراير 2023.

## روابط خارجية
دق في الكوخ على موقع IMDb (الإنجليزية)
- دق في الكوخ على موقع ميتاكريتيك (الإنجليزية)
- دق في الكوخ على موقع روتن توميتوز (الإنجليزية)
- دق في الكوخ على موقع ألو سيني (الفرنسية)
- دق في الكوخ على موقع أول موفي (الإنجليزية)
- دق في الكوخ على موقع فيلمافينيتي (الإسبانية)
- دق في الكوخ على موقع قاعدة بيانات الأفلام السويدية (السويدية)
- دق في الكوخ على موقع قاعدة بيانات الفيلم (الإنجليزية)
- دق في الكوخ على موقع ليتربوكسد (الإنجليزية)
- دق في الكوخ على موقع كينوبويسك (الروسية)